# Hógolyó-Föld
A hógolyó-Föld hipotézis feltételezése szerint a Föld történetének egy vagy több hűtőházi (icehouse) szakasza során, a kriogén földtörténeti időszakban, több mint 650 millió évvel ezelőtt a felszínt teljesen vagy csaknem teljesen jég borította. Az elmélet támogatói szerint ez a legjobb magyarázat a trópusok környékén előforduló, általában glaciális eredetűnek tartott üledékes kőzetek és más, rejtélyes geológiai képződmények kialakulására. Az elmélet ellenzői vitatják a globális eljegesedésre utaló geológiai bizonyítékok létét, a jég vagy jégolvadék borította óceán geofizikai kialakulásának lehetőségét és kiemelik a teljesen fagyott állapotból történő kiszabadulás nehézségeit. Számos kérdés megválaszolatlanul maradt, például, hogy a Föld teljes hógolyó volt-e vagy az egyenlítői sávban megmaradt-e egy keskeny nyílt – vagy időszakosan nyílt – vízfelület.
A hógolyó-Föld-események a feltételezések szerint a többsejtű létformák gyors ütemben bekövetkező evolúciós radiációja, a kambriumi robbanás előtt mentek végbe. Az is lehetséges, hogy a többsejtű élőlények megjelenését a legújabb hógolyóepizód indította el. Egy másik, sokkal korábbi és tovább tartó hógolyóeseményt, a 2400-2100 millió évvel ezelőtt bekövetkezett Huron-eljegesedést az oxigénnek a légkörben való első megjelenése, a nagy oxigenizációs esemény okozhatta.

## Története

### Bizonyítékok az ősi eljegesedési eseményekre
Már hosszú idővel a globális eljegesedés gondolatának megjelenése előtt felfedezések sorozata vezetett az ősi, prekambriumi eljegesedések bizonyítékainak összegyűjtéséhez. Az egyik ilyen felfedezést Joseph Thomson (1858–1895) tette közzé 1871-ben, aki ősi, gleccserek által megmunkált anyagot, tillitet talált a skót Islay szigetén. Ezt a felfedezést hasonlók követték Ausztráliában (1884) és Indiában (1887). Egy negyedik, nagyon szemléletes felfedezés volt a később Reusch-morénaként ismert lelet, amiről Hans Reusch norvég geológus írt beszámolót 1891-ben. Ezeket a felfedezéseket számos további követte, de ezek megértését a kontinensvándorlás elméletének elutasítása nehezítette.

### A globális eljegesedés hipotézise
Sir Douglas Mawson (1882–1958) ausztrál geológus és Antarktisz-kutató pályafutásának nagy részében Dél-Ausztrália neoproterozoikumbeli földtörténeti időszakának rétegtanával foglalkozott. Kutatásai során a régióban vastag és kiterjedt glaciális üledéket talált, melyekről pályafutása vége felé úgy vélekedett, hogy azokat egy globális eljegesedés okozhatta.
Mawsonnak a globális eljegesedésről alkotott elképzelései azonban azon a téves feltételezésen alapultak, hogy Ausztráliának és azoknak a kontinenseknek a földrajzi pozíciója, melyeken alacsony szélességi fokokon fekvő glaciális lerakódásokat találtak, az idők folyamán állandó maradt. A kontinensvándorlás hipotézisének előtérbe kerülésével és a lemeztektonika elméletével később könnyebben meg lehetett magyarázni a glaciális üledékek jelenlétét — ezek még akkor rakódtak le, amikor a kontinensek magasabb szélességi fokokon feküdtek.
1964-ben W. Brian Harland brit geológus egy tanulmányában ismét felmerült a globális méretű eljegesedés gondolata. A tanulmányban olyan paleomégneses adatokat mutatott be, mely igazolták, hogy a Spitzbergákon és Grönlandon talált glaciális tillitek trópusi szélességi fokokon rakódtak le. Véleménye szerint ezek a paleomágneses adatok, valamint az üledékekből származó bizonyítékok, melyek azt igazolták, hogy a glaciális üledékek felboríthatják a trópusokon vagy mérsékelt övön található kőzetek szukcesszióját,  egy olyan jégkorszak bizonyítékai, mely a tengeri glaciális kőzetek lerakódását eredményezte a trópusokon.
Az 1960-as években a szovjet Mihail Budiko klimatológus egy egyszerű, energia-egyensúlyon alapuló klímamodellt fejlesztett ki a jégtakaró hatásának a globális klímára történő vizsgálatára.  A modellkísérlet alkalmazásával Budiko úgy találta, hogy ha a jégtakaró eléggé előre nyomul a sarki régiókból, olyan visszacsatolás következik be, amely öngerjesztő folyamatot eredményez, a jég megnövekedett visszaverőképessége (albedó) további lehűléshez és további jégképződéshez vezet, mígnem a Föld teljes felületét borító jégtakaróval alakul ki egyensúly.
Bár a Budiko által létrehozott modell megmutatta, hogy az ilyen jég-albedó egyensúly megtörténhet, arra a következtetésre jutott, hogy ez az esemény valójában soha nem következett be, mivel modellje nem mutatott kiutat az ilyen visszacsatolt hurokból. 1971-ben az amerikai Aron Faegre fizikus rámutatott, hogy egy hasonló, energia-egyensúlyon alapuló modell három stabil globális klímaállapot kialakulását jósolta meg, ezek közül egyik a hógolyó-Föld volt.
Ez a modell bevezette Edward Lorenz intratranzitivitás-elméletét, ami azt mondta ki, hogy nagyobb ugrás is bekövetkezhet egyik klímaállapotról a másikra, ezek közül egyik a hógolyó-Föld is lehet. 
A hógolyó-Föld kifejezést Joseph Kirschvink amerikai geológus alkotta meg egy 1992-ben kiadott rövid tanulmányában, mely egy a proterozoikum (földtörténeti előidő) biológiájával foglalkozó mű része volt. A tanulmány fő megállapításai: (1) annak felismerése, hogy a sávos vasérc formációk jelenléte megfelel egy ilyen globális eljegesedési eseménynek, és (2) egy olyan mechanizmusnak a bevezetése az elméletbe, mellyel a teljes mértékben jég borította Föld, elsősorban a vulkánokból származó szén-dioxid felhalmozódása következtében kialakult ultra-üvegházhatás eredményeképpen kiszabadulhat a jég szorításából.
Franklyn Van Houtennek a tavak szintjének következetes geológiai változására vonatkozó felfedezése a Van Houten-ciklus. Az üledékes kőzetekben való foszforlerakódásokra és sávos vasércformációkra vonatkozó tanulmányai már hamar arra utaltak, hogy ő a hógolyó-Föld hipotézis első hívei közé tartozik, mely szerint bolygónk felszíne több mint 650  millió évvel ezelőtt teljesen befagyott.
A hógolyó-Föld elmélete iránti érdeklődés drámai módon fellángolt, miután Paul F. Hoffman és munkatársai Kirschvink elméleteit Namíbiában talált, a neoproterozoikumból származó üledékes kőzetek szukcessziójára alkalmazták, és munkájukat 1998-ben megjelentették a Science magazinban.
2010-ben Francis A. Macdonald, a Harvard Egyetem Föld- és Bolygóközi Tudományok osztályának adjunktusa, munkatársaival bizonyítékokat tárt elő arra, hogy a Rodinia szuperkontinens a kriogén földtörténeti időszakban Egyenlítő közeli szélességi fokokon terült el, és a tengerszinten, vagy az alatt jég borította, továbbá az akkori sturti eljegesedés globális volt.

## Bizonyítékok
A hógolyó-Föld hipotézist eredetileg azért alkották meg, hogy magyarázatot adjanak a trópusi szélességi fokokon egykor kétségtelenül jelen lévő gleccserekre utaló geológiai bizonyítékokra. A megalkotott modellek szerint a jég fényvisszaverő képessége miatt kialakuló pozitív visszacsatolás következtében a jégtakaró gyorsan terjedt az Egyenlítő felé, miután a gleccserek elérték a 25.-től a 30° szélességi fokig terjedő területeket. Emiatt a glaciális lerakódások jelenléte a trópusokon globális jégtakaró meglétére utal.
Ezért az elmélet érvényességének megítélése szempontjából fontos a bizonyítékok megbízhatóságának és jelentőségének megértése, melyekből azt a következtetést vonhatták le, hogy a jégtakaró egykoron elérte a trópusokat. Ezeknek a bizonyítékoknak a következő három tényt kell igazolniuk:
1. a kőzetágy olyan üledékes struktúrákat tartalmaz, amelyeket csak glaciális tevékenység hozhatott létre;
2. a lerakódások keletkezése idején a kőzetágy a trópusokon feküdt;
3. a gleccserek a Föld különböző helyein ugyanabban az időben voltak aktívak, és ugyanabból az időből nem létezik más lerakódás.

Ez utóbbi pontot nagyon nehéz igazolni. Az ediakara földtörténeti időszak előtti kőzetek időmeghatározására alkalmazott biosztratigráfiai markerek hiányoznak; emiatt nincs lehetőség annak bizonyítására, hogy a földgolyó különböző pontjain talált kőzetminták pontosan ugyanakkor keletkeztek. Legjobb esetben radiometriai módszerek használhatók a kőzetek korának becslésére, de ezek pontossága egymillió év körüli.
Az egyes eseteket vizsgálva az első két pont gyakran vita tárgyát képezi. Sok glaciális jellegzetességet nem glaciális okok is előidézhetnek, és a földterületek 200 millió évvel ezelőtti helyzetének megbecslése is sok kihívást jelent.

### Palaeomágnesesség
A hógolyó-Föld hipotézist eredetileg az Egyenlítő közelében fellelhető glaciális eredetű lerakódások magyarázataként alkották meg. Mivel a tektonikai lemezek az idők folyamán lassan vándorolnak,  a Föld hosszú történelmének egy adott pontján elfoglalt helyzetük megállapítása nem egyszerű. Annak figyelembe vétele mellett, hogy a felismerhető földterületek hogyan illeszkedhettek egymáshoz, a kőzetek egykori földrajzi helyének meghatározása a paleomágnesség vizsgálatával lehetséges.
A mágneses ásványokat tartalmazó kőzetek kialakulásakor a mágnesezhető anyagok igyekeznek a Föld mágneses mezejének irányába beállni. Ez a jelenség üledékes kőzeteknél, a magma kihűlése során, vagy kémiai reakciók következtében is létrejön. Ennek a palaeomágneses hatásnak a pontos mérésével meg lehet becsülni, hogy az adott közetmátrix milyen szélességi fokon alakult ki (a hosszúsági fok nem állapítható meg). A paleomágneses mérések azt mutatják, hogy egyes, a neoproterozoikumban keletkezett glaciális eredetű üledékek az Egyenlítőtől 10 szélességi fokon belül alakultak ki, bár ennek a becslésnek a pontosságát megkérdőjelezik. Az ilyen nyilvánvalóan glaciális eredetű üledékek (például a jég által távolról odahordott dropstone képződmények) paleomágneses helymeghatározása arra utalhat, hogy az üledékek lerakódása idején még a trópusi szélességi fokokon is  a szárazföldtől a tengerekig húzódtak a gleccserek. Nincs arra utaló bizonyíték, hogy ez globális eljegesedést jelentett-e, vagy csak helyi jellegűt. Egyes kutatók azt állítják, hogy az adatok többsége nem tartalmaz információt az Egyenlítőtől 25 fokon belül keletkezett glaciális lerakódásokra.
Az elmélet szkeptikusai szerint a paleomágneses adatok félrevezetők lehetnek, ha az ősi Föld mágneses tere lényegesen különbözött a maiétól. Állításuk szerint a Föld magjának hűlési sebességétől függően lehetséges, hogy a proterozoikum során a mágneses mező nem kétpólusú volt, mint napjainkban, amikor az északi és déli mágneses pólusok nagyjából egybe esnek a Föld forgástengelyével. Ehelyett a forróbb belső mag sokkal határozottabban foroghatott, akár négy, nyolc vagy még több pólust kialakítva. Ebben az esetben a paleomágneses adatokat újra kell értékelni, mivel az üledékes kőzetek az Északi-sark helyett például egy „Nyugati-sark” felé is beállhattak. Az is előfordulhatott, hogy a Föld kétpólusú mágneses mezeje olyan irányú volt, hogy a pólusok az Egyenlítő közelében voltak. Ezzel a hipotézissel próbálták megmagyarázni a mágneses pólusoknak az ediakara időszakra vonatkozó feljegyzések által sejtetett rendkívül gyors mozgását. Az Északi-sark feltételezett vándorlása ugyanakkor történhetett, amikor a Gaskiers-eljegesedés.
A paleomágneses adatok használatának másik gyenge pontja annak meghatározása, hogy a mágneses jelek eredetiek-e, vagy későbbi földmágneses tevékenység állította be őket. Például egy hegységképződési folyamat során a metamorf reakciók melléktermékei, a hévizek akár többezer kilométerrel arrébb fekvő kőzetekben is hagyhatják mágneses ujjlenyomatukat. Emiatt a néhány millió évnél idősebb kőzetek adatainak hitelességét nehéz részletekre kiterjedő ásványtani vizsgálatok nélkül igazolni. Emellett további bizonyítékok gyűlnek arra vonatkozóan, hogy nagy léptékű újramágnesezést maguk után vonó események következtek be, ami a paleomágneses pólusok becsült helyzetének felülvizsgálatát teszi szükségessé.
Jelenleg egyetlen olyan lerakódás, az ausztráliai Elatina-lerakódás létezik, amelyről minden kétséget kizáróan megállapítható, hogy alacsony szélességi fokon keletkezett, keletkezési ideje jól körülhatárolt, és mágneses jele bizonyíthatóan eredeti.

### Glaciális lerakódások alacsony szélességi körökön

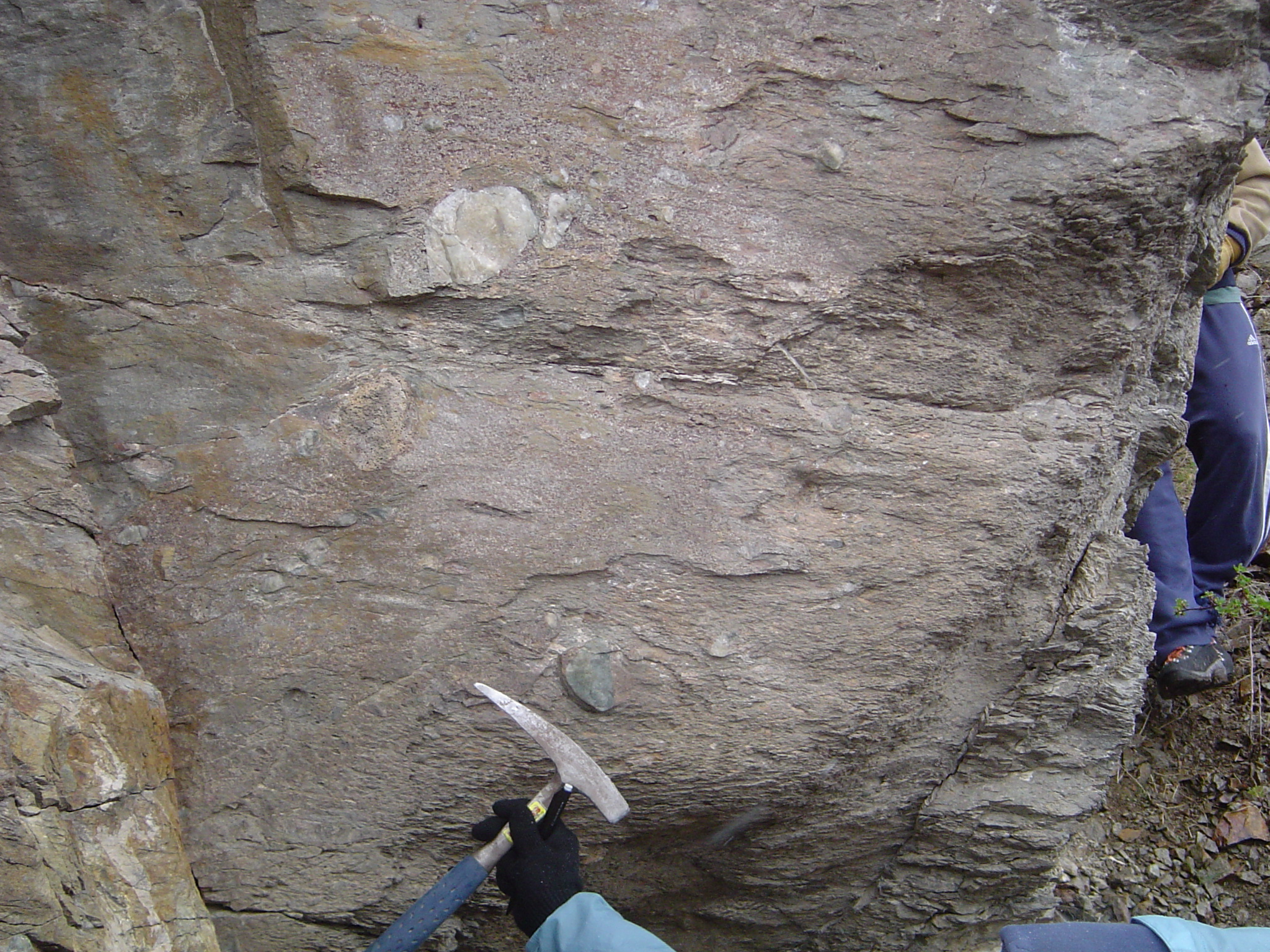
Diamictite a neoproterozoikumból származó Pocatello-formációban, egy "hógolyó-Föld" korából származó lerakódás

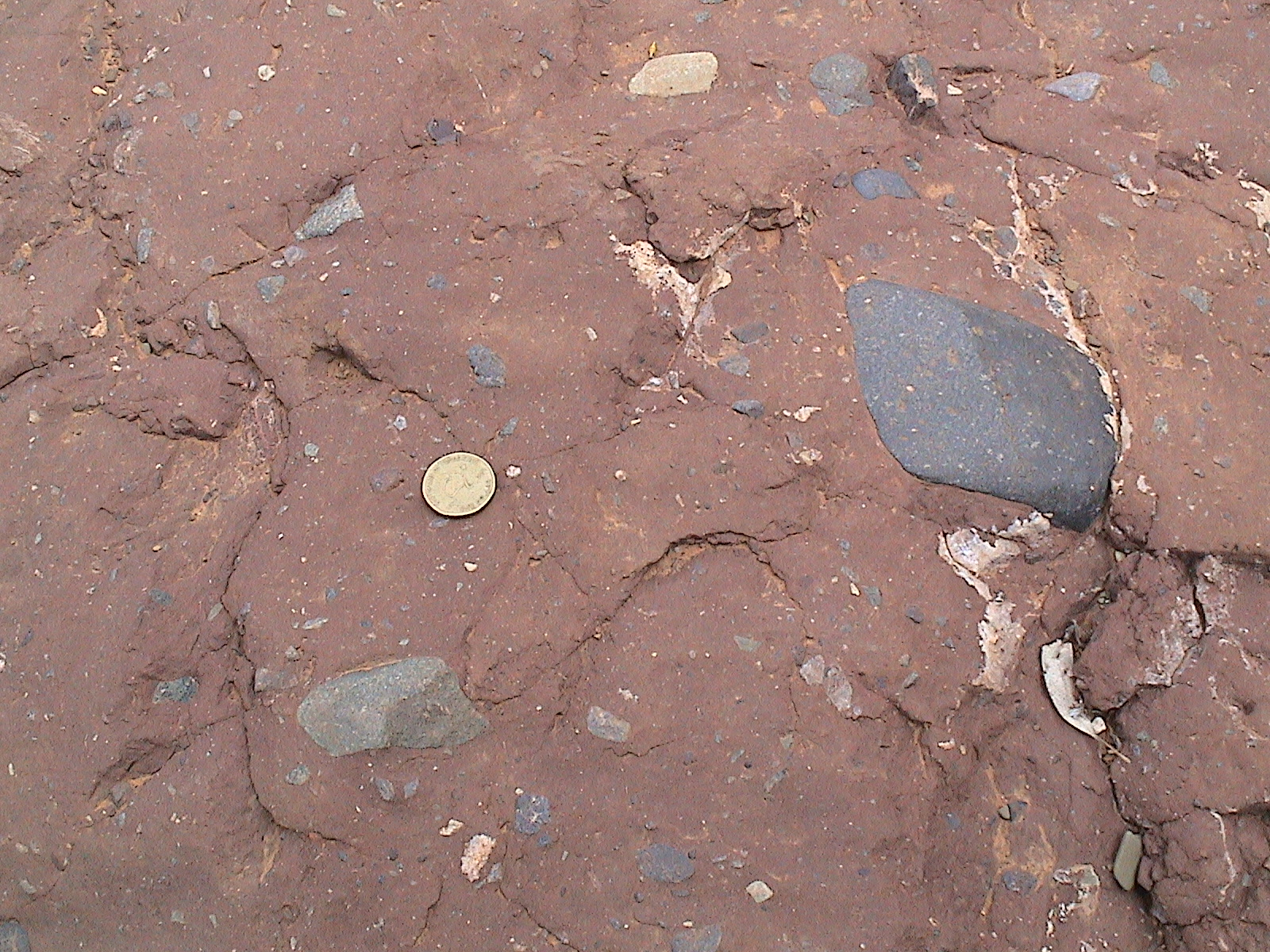
Diamictite az Elatina-lerakódásban az ausztráliai Flinders-hegység Nemzeti parkban

A gleccserek által lerakott üledékes kőzetek jellegzetességeik alapján könnyen azonosíthatók. Már jóval a hógolyó-Föld-elmélet keletkezése előtt ismertek voltak olyan, a neoproterozoikumból származó üledékek, melyeknek glaciális eredetet tulajdonítottak, ezek közül vannak olyanok, melyek egyértelműen trópusi éghajlatról származnak. Ugyanakkor nem szabad elfelejteni, hogy sok üledékes jellemző, melyet általában a gleccserekhez kötnek, más módon is kialakulhat. Emiatt számos, a hógolyó-Földre vonatkozó előfordulás bizonyítékának létét vitatják. 2007-ben egyetlen „nagyon megbízható” – bár mégis vitatott –adat állt rendelkezésre a trópusi tillitek kialakulásának időpontjára vonatkozóan, ezért az egyenlítői jégtakaró kialakulására vonatkozó állítás meglehetősen merész. Ugyanakkor egyre gyűlnek a bizonyítékok arra, hogy a sturti-eljegesedés során a trópusokon a tengerszintig volt eljegesedés.
Az üledékek lehetséges glaciális eredetére vonatkozó bizonyítékok:
- Dropstone-képződmények (a tengeri üledékbe távolról került kőzetek), melyeket gleccserek vagy más folyamatok hordtak oda.[30]
- Varvok (periodikus jelenségekhez kötött szalagos vagy sávos üledékek), melyek magasabb hőmérsékleteken alakulhatnak ki.[31]
- Glaciális bordázottság (melyeket a beágyazott kőzeteknek az alapkőzethez súrlódása hoz létre): hasonló bordázottságot eredményeznek a sárvlavinák vagy tektonikus mozgások.[32]
- Diamictite formációk (laza kőzetkonglomerátumok). Eredetileg glaciális tillként írták le, de legtöbbjüket valójában törmelékáramlás hozta létre.[18]

### Nyíltvízi lerakódások
Úgy tűnik, hogy a hógolyóperiódus során kialakult egyes lerakódások csak aktív hidrológiai körfolyamatok jelenlétében jöhettek létre. Az 5500 m vastagságú glaciális lerakódások sávjai, melyeket csak néhány méternyi nem glaciális jellegű üledék választ el egymástól, azt igazolják, hogy a gleccserek a tízmillió évek során többször megolvadtak és ismételten újra alakultak, a teljesen befagyott óceánok az ilyen lerakódásokat nem tehették volna lehetővé. Feltételezések szerint az ilyen a lerakódásokat az Antarktiszon is megfigyelhető jégfolyamok okozhatták. Emellett a hógolyó-Föld időszakára datálható üledékekben olyan üledékes jellegzetességek figyelhetők meg, melyek csak nyílt vízen (pl., hullámok, úszó jég által keltve) alakulhatnak ki. Bár előfordulhat, hogy ezek nyílt vízi „oázisokat” jelentettek a teljesen átfagyott Földön, a számítógépes modellkísérletek arra utalnak, hogy az óceán nagy felületeinek kellett jégmentesnek maradnia; a tömör hógolyó elmélete az energiaegyensúly és az általános cirkulációs modellek értelmében nem valószínű.

### Szénizotóparány
A tengervízben a szén két stabil izotópja, a szén-12 (12C) és a ritka szén-13 (13C) található meg, ez teszi ki az összes szénatom 1,109%-át.
A biokémiai folyamatokban, például a fotoszintézisben elsősorban a könnyebb 12C izotóp vesz részt. Így az óceánokban élő fotoszintetizáló élőlényekben, a protisztákban és az algákban a 13C aránya kis mértékben ugyan, de alacsonyabb a Földi szenet produkáló vulkánokban található természetes előfordulási arányához viszonyítva. Emiatt az olyan óceánban, melyben fotoszintézisen alapuló élet van, a szerves üledékekben alacsonyabb 13C/12C arány mérhető, mint a környező tengervízben. A megkövült üledékekben megmaradt szerves összetevők nagyon parányi, de észlelhető mértékben kevesebb 13C izotópot tartalmaznak.
A feltételezett hógolyó-Föld-esemény során a 13C - 12C arány gyors és extrém mértékű csökkenése következett be. A 13C „tüskék” alapos elemzései a globálisan megvizsgált lerakódásokban négy, esetleg öt glaciális eseményt jeleznek a késői neoproterozoikumban.

### Sávos vasércformációk

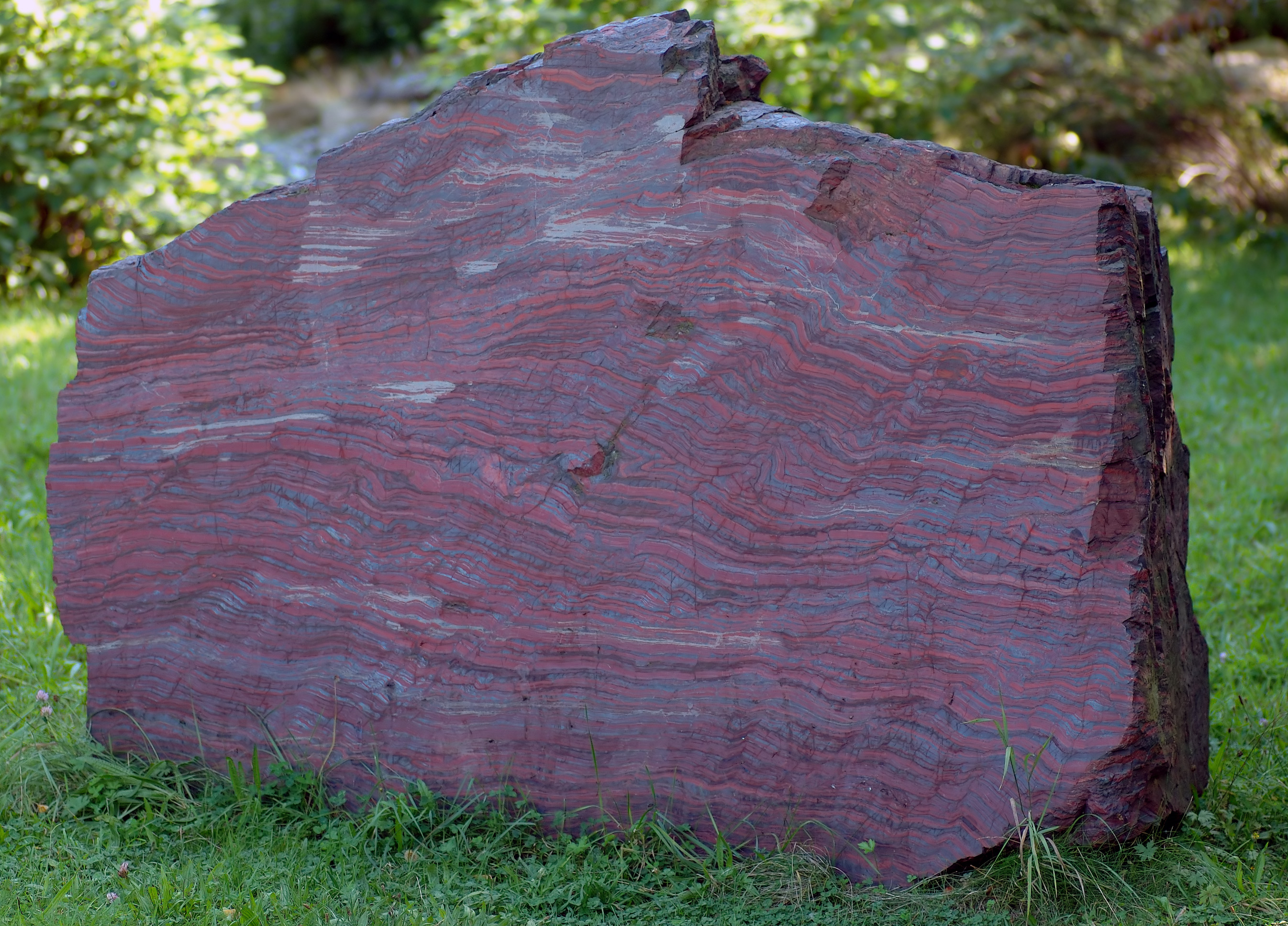
2,1 milliárd éves kőzet fekete, sávos vasérccel

A sávos vasércformációk (BIF) rétegesen lerakódott vas-oxidból álló kőzetek, vasban szegény tűzköves üledékes kőzetben. Oxigén jelenlétében a vas természetes rozsdásodásba kezd és vízben oldhatatlanná válik. A sávos vasércformációk rendszerint nagyon régiek, lerakódásuk gyakran kapcsolódott a Föld légkörének a paleoproterozoikumban történt, oxigénnel való dúsulásához, amikor az óceánokban oldott vas érintkezésbe lépett a fotoszintézis útján keletkező oxigénnel és vasoxidként csapódott ki.
A sávok az óceánok oxigén nélküli és oxigénnel telített állapota közötti globális éghajlati fordulópont idején keletkeztek. Mivel napjaink légköre oxigénben gazdag (csaknem 21%) és érintkezik az óceánok felületével, ma nem gyűlhet össze elegendő vasoxid sávos formáció kialakulásához. A paleoproterozoikum után (1,8 milliárd évvel ezelőtt) lerakódott nagyobb vasércformációk mind a kriogén-kori glaciális lerakódásokban jöttek létre.
Az ilyen vasban gazdag kőzetek lerakódásához az óceánnak oxigénmentesnek kellett lennie, hogy nagy mennyiségű vas (vas(II)-oxid állapotban) gyűlhessen fel, mielőtt olyan oxidáló közeggel érintkezik, amelyből aztán vas(III)-oxidként csapódik ki. Ahhoz, hogy az óceán oxigénmentes legyen csak korlátozott mértékben  érintkezhetett az oxigént tartalmazó légkörrel. Az elmélet támogatói szerint a sávos vasércformációk újbóli megjelenése az üledékekben a jég által lezárt óceánok csökkent oxigénszintjének eredménye, míg a szkeptikusok szerint a lerakódások hiánya azt jelezheti, hogy azok beltengerekben alakultak ki. Az óceánoktól elszigetelt beltengerek mélye oxigénben szegény lehet, mint az a Fekete-tenger esetében ma is megfigyelhető. Elegendő mennyiségű vas bejutása megfelelő körülményeket teremthet a sávos vasércformációk kialakulásához. További kérdéseket vet fel az az állítás, hogy a sávos vasércformációk az eljegesedés végét jelezték, mivel azok glaciális üledékekben is megtalálhatók. Meglepő a sávos vasércformációk hiánya a marinói eljegesedés során.

### „Cap carbonate” fedőkőzetek

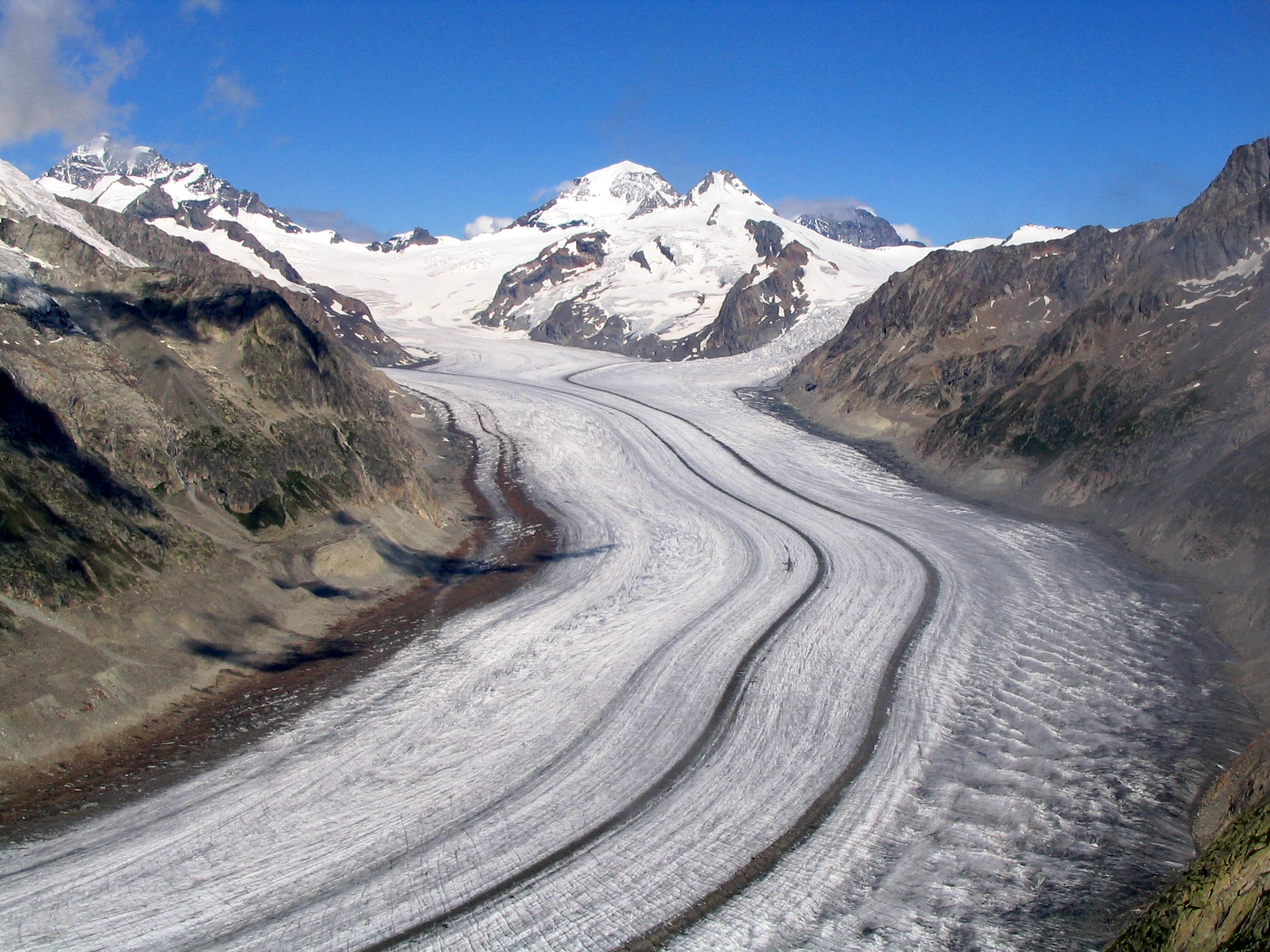
Gleccser napjainkban

A neoproterozoikumból származó glaciális lerakódások felett általában egy élesen elkülönülő mészkőből vagy dolomitból álló néhány tíz méter vastagságú fedőkőzet rétegsor fekszik, a cap carbonate, azaz fedőkarbonátok. Ezek a cap carbonate nevű rétegek időnként olyan üledékes lerakódásokban is megtalálhatók, melyek másféle karbonátkőzetet nem tartalmaznak, azt sugallva, hogy keletkezésüket az óceánok kémiai összetételének alapos megváltozása okozta.

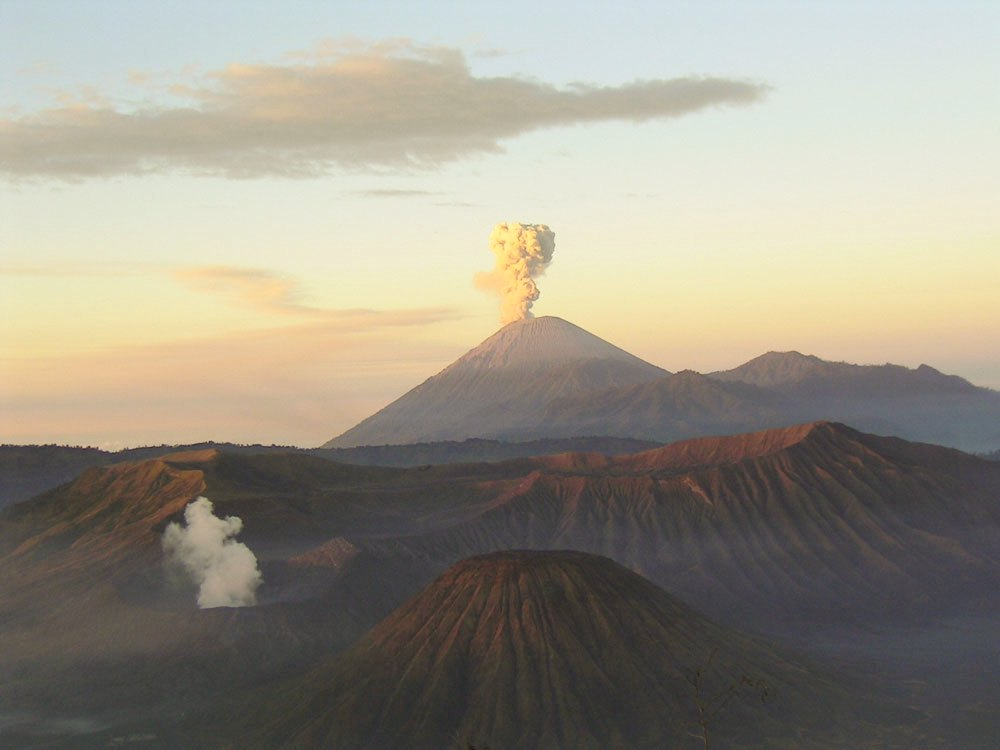
A vulkánoknak szerepe lehetett a légkör szén-dioxid-tartalmának pótlásában, ami a kriogén-kor globális jégkorszakának végét eredményezhette

Ezek a fedőkarbonátok szokatlan kémiai összetételűek, üledékes szerkezetüket pedig gyakran nagy mértékű fodrozódásként jellemzik. Az ilyen jellegű üledékes kőzetek létrejöttét pozitívan töltött ionok nagy mértékű beáramlása is okozhatja, ilyen lehetett a hógolyó-Föld-eseményt követő extrém üvegházhatás miatti időjárásváltozás. A fedőkarbonát réteg δ13C izotóplenyomata −5 ‰ közelébe esik, ez megfelel a földköpenyének – az ilyen alacsony érték az élet hiányára utalhat, mivel a fotoszintézis hatása általában emeli ezt az értéket; esetleg a metánkibocsátás csökkenthette ezt az értéket egy magasabb állapotáról, így ellensúlyozva a fotoszintézis hatásait.
A fedőkarbonátok kialakulásának pontos mechanizmusa nem ismert, de a leggyakrabban hivatkozott magyarázat szerint a hógolyó-Föld olvadásakor keletkezett víz kioldotta a légkör szén-dioxidját, szénsav keletkezett, ami savas eső formájában hullott vissza. Ez a savas eső elmállasztotta a szabadon álló szilikát- és karbonátkőzeteket (a már jelen lévő glaciális törmelékkel együtt), nagy mennyiségű kalciumot szabadítva fel, ami az óceánba kerülve jellegzetes textúrájú  üledékes karbonátkőzeteket alkotott. Ilyen abiotikus cap carbonate üledék borítja a glaciális till tetejét is, aminek felismerése a hógolyó-Föld-elmélet keletkezését eredményezte.     
Ugyanakkor van némi gond a fedőkarbonátok glaciális eredetre való visszavezetésével kapcsolatosan. Először is a légkör magas szén-dioxid-tartalma miatt az óceánok elsavasodnak, így kioldódnak a bennük lévő karbonátok – ami szögesen ellentmond a cap carbonate kőzetek keletkezésére vonatkozó elméletnek. Továbbá, egyes fedőkarbonát rétegek vastagsága sokkal nagyobb annál, ami a jégréteg viszonylag gyors megszűnése esetén észszerűen várható volna. Az elméletet tovább gyengíti a fedőrétegek hiánya sok, nyilvánvalóan glaciális eredetű üledékréteg esetében, valamint a hasonló karbonátok jelenléte a feltételezett glaciális eredetű rétegekben. Egy alternatív mechanizmus, ami a kínai Doushantuo-formáció cap carbonate rétegét létrehozhatta, a metán gyors, nagy mértékű kibocsátása. Ez megmagyarázná a rendkívül alacsony, −48 ‰-es δ13C értéket, valamint a szokatlan üledékes jellegzetességeket, melyeket az üledéken átáramló gázok okozhattak.

### A savasság változása
A bór izotópjainak vizsgálata arra a következtetésre mutat, hogy az óceánok pH-ja a marinói eljegesedés előtt és azt követően drámai módon lecsökkent. Ez a jelenség a szén-dioxidnak a légkörben való felhalmozódására utalhat, ami később az óceánokba oldódva szénsavat hozhat létre. Bár a bór mennyiségének változásai az szélsőséges klímaváltozást is jelezhetik, nem szükségszerűen utalnak globális eljegesedésre. 

### Az űrből származó por
A Föld felszínén nagyon kevés az irídium, mivel ez az elem elsősorban a Föld magjában található. Ennek az elemnek az elsődleges forrása a Föld felületén a felszínt elérő kozmikus részecskéktől származik. A hógolyó-Föld-periódus idején az irídium a jégtakarón halmozódhatott fel, majd a jég elolvadásakor irídiumban gazdag rétegek jöhettek létre. A cap carbonate határrétegek alapjánál irídiumanomáliát fedeztek fel, amiből a kutatók azt a következtetést vonták le, hogy az eljegesedés legalább 3 millió évig tartott, bár ez nem jelent szükségszerűen globális mértékű eljegesedést; tulajdonképpen egy hasonló anomália egy nagyobb meteorit becsapódásával is magyarázható.

### Az éghajlat ciklikus változásai
A mobilis kationoknak a kémiai mállás után a talajban maradó arányát vizsgálva sikerült kimutatni, hogy a kémiai mállás ciklikusan változott az eonok során, az interglaciális időszakokban növekedett, a hűvös, száraz időszakokban csökkent. Ez a mintázat - amennyiben az események pontos képét adja – arra utal, hogy a hógolyó-Föld jobban hasonlított a pleisztocén földtörténeti korban bekövetkezett jégkorszakhoz, mint egy teljesen befagyott Földhöz.  
A skóciai Port Askaig szigeten fellelt tillit-formáció glaciális üledékei jól mutatják a glaciális eredetű és a sekély tengeri üledékek ciklikus váltakozását. Az ilyen jellegű lerakódások jelentősége nagy mértékben függ pontos koruk megállapításától. A glaciális üledékek korának meghatározása nehéz; a Port Askaig-csoport legpontosabban meghatározott keletkezési idejű kőzetágya rétegtanilag 8 km-rel az érdekes kőzet felett fekszik.  600 millió éves kora azt jelenti, hogy a kőzetágy a sturti eljegesedésnek megfelelő korú, de a hógolyó-Föld előnyomulásával vagy visszahúzódásával együtt is keletkezhetett.

## Folyamatok
A hógolyó-Föld-eseményt kiváltó folyamatok között egy kezdeti hűlési szakasznak kellett bekövetkeznie, ami a Földet borító hó és jég vastagságának növekedését eredményezhette. A felszínt beborító hó és jég megnövelte a Föld albedóját (fényvisszaverő képességét), ami egy öngerjesztő folyamat révén további lehűlést hozott magával. Elegendő mennyiségű hó és jég esetén a lehűlési folyamat elszabadulhatott. Ezt a pozitív visszacsatolási folyamatot segítette a kontinenseknek az egyenlítő közelében való elhelyezkedése, így a jég olyan helyeken is felgyűlhetett, ahol a napsugárzás a legerősebb.  
A hógolyó-Föld-eseményt több ok is kiválthatta, például egy szupervulkán kitörése, az üvegházhatású gázok, a metán és a szén-dioxid légköri koncentrációjának csökkenése, a beeső napenergia csökkenése, vagy a Földpálya módosulása. A kiváltó októl függetlenül, a kezdeti lehűlés a jéggel és hóval borított felszín növekedésévelt járt, az ezeken kialakult jégtakaró még több napenergiát sugárzott vissza az űrbe, tovább hűtve a Földet és tovább növelve a jeges felszín méretét. Ez a pozitív visszacsatolás végül az Egyenlítőn is a mai Antarktiszéhoz hasonló eljegesedést okozott.
A feltételezések szerint a hógolyó-Föld felolvadásának kezdetét az évmilliók során a légkörben a főként vulkáni tevékenységből származó, felhalmozódott szén-dioxid váltotta ki. A felmelegedés pozitív visszacsatolási hatása miatt az olvadás mindössze ezer év alatt mehetett végbe.

### A kontinensek fekvése
A kontinenseknek a trópusi égöveken való elhelyezkedése, talán a várakozásokkal ellentétben, szükséges volt a hógolyó-Föld kialakulásához vezető folyamatokban. Először is a trópusokon fekvő szárazföldek jobban visszaverik a fényt, mint az óceánok, emiatt a napsugárzás kisebb részét nyelik el; a napenergia legnagyobb részét napjainkban a trópusi óceánok nyelik el.
Továbbá, a trópusokon fekvő kontinenseken több eső esik, emiatt a folyók bővizűbbek, ennek megfelelően az erózió is nagyobb mértékű. A szilikáttartalmú ásványok levegővel érintkezve mállási folyamaton mennek át, a légkörből kivonva a szén-dioxidot. Ezek a kémiai reakciók a következők: ásványi kőzet + CO2 + H2O → kationok + bikarbonátok + SiO2. Egy ilyen reakcióra példa a wollastonit kémiai mállása:
CaSiO3 + 2CO2 + H2O → Ca2+ + SiO2 + 2HCO3−
Az itt felszabadult kalcium-kationok reakcióra lépnek az óceán vízében oldott hidrogén-karbonátokkal, és kémiai csapadékként kalcium-karbonátból álló üledékes kőzetet hoznak létre. Ez a folyamat az üvegházhatású szén-dioxid gázt a légkörből a geoszférába juttatja, és állandósult geológiai időskálán ellensúlyozza a vulkánok által kibocsátott szén-dioxidot.
A kontinenseknek a neoproterozoikum ideje során való pontos elhelyezkedését napjainkban nehéz megállapítani, mivel kevés erre alkalmas üledékminta áll rendelkezésre. Egyes rekonstrukciók poláris elhelyezkedésű kontinensekkel dolgoznak – ezek voltak az összes további nagy eljegesedés helyszínei – melyek a jég felgyülemlésének kiindulópontjai lehettek. Ebben az esetben az óceáni áramlások megváltozása indíthatta be a hógolyó-Föld eseményt.
A neoproterozoikumi hógolyó kialakulásához vezető további tényező lehetett a szabad légköri oxigén, ami elegendő mennyiségben gyűlt össze ahhoz, hogy reakcióba lépjen a légköri metánnal,  szén-dioxidot, vagyis egy sokkal gyengébb hatású üvegházgázt hozva létre, valamint a fiatalabb, és ezáltal gyengébb Nap, aminek a neoproterozoikum során 6%-kal kisebb volt a sugárzása.
Normális esetben, amint a természetes klimatikus ingadozások hatására és a beeső napsugárzás változásai következtében a Föld hűlni kezd, a hűlés lelassítja a mállási folyamatokat. Ez a folyamat azzal jár, hogy kevesebb szén-dioxid kerül ki a légkörből, és felhalmozódásával a Föld melegszik; ez a negatív visszacsatolás határt szab a lehűlés mértékének. Azonban a kriogén földtörténeti korban a kontinensek trópusi szélességi fokokon feküdtek, ami miatt ez a fékező hatás kevésbé érvényesült, és a gyors ütemű mállás még a Föld hűlése közben is folytatódott, a jégtakaró elhagyhatta a poláris régiókat. Miután elérte az Egyenlítőtől mért 30. szélességi fokot, a bekövetkező pozitív visszacsatolás miatt a felszín megnövekedett albedója (fényvisszaverő képessége) következtében további hűlés, még több jég, végül a Föld teljes eljegesedése állt be.
Az alacsony párolgás miatt a sarkoknál elhelyezkedő kontinensek éghajlata túlságosan száraz ahhoz, hogy jelentős mennyiségű szénlerakódás történjen rajtuk – így a karbonciklus által a légkörből kivonható szén-dioxid mennyisége korlátozott marad. A szén-13 izotóp szén-12 izotóphoz viszonyított arányának fokozatos emelkedése a globális eljegesedés előtti üledékes mintákban az jelzi, hogy a hógolyó-Föld kialakulása előtti időszakban a CO2 kivonása a légkörből lassú és állandó folyamat volt.
A hógolyó-Föld-eseményeket az üledékekben mért δ13C érték meredek esése jelzi, ez egy olyan ismérv, ami a biológiai aktivitásnak a hideg klíma és a jég borította óceánok okozta hirtelen összeomlásának tulajdonítható. 
2016 januárjában Gernon és munkatársai felvázoltak egy „sekély víz alatti hátság elméletet”. Elméletük szerint a Rodinia szuperkontinens feldarabolódott, a kutatók a sekély víz alatti hátságok mentén előforduló kitöréseket és a hialoklasztit kőzetek gyors változását összekötötték a vastag jégpáncéllal borított óceán megnövekedett lúgos kémhatásával. Gernon és munkatársai rámutattak, hogy az óceán lúgosságának növekedése az eljegesedés időszaka során elégséges magyarázatot ad a hógolyó-Föld-események utóhatásaként keletkezett cap carbonate kőzetrétegek vastagságára.

### A fagyos éghajlat

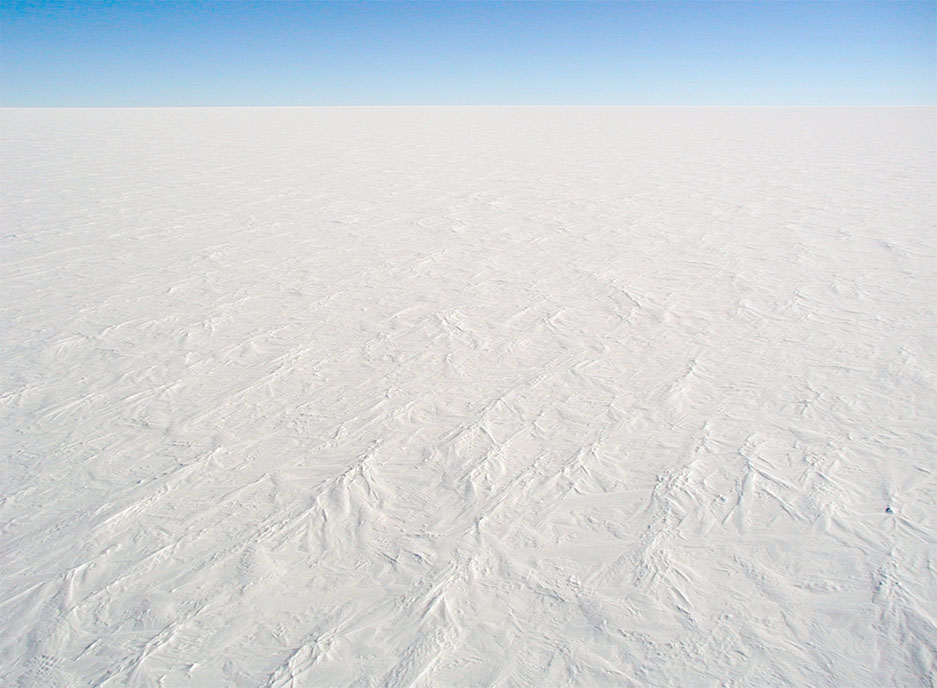
A globális jégtakaróknak az evolúcióra való „szűk keresztmetszet-hatása” (bottleneck-effektus) miatt alakulhatott ki a többsejtű élet

A Föld hőmérséklete az Egyenlítő környékén olyan mélyre esett, mint napjaink Antarktiszán. Ennek az alacsony hőmérsékletnek a fenntartásában segítséget nyújtott a jégtakaró magas fényvisszaverő képessége, ami a beeső napenergia nagy részét visszaverte az űrbe. Mivel a vízpára kifagyott a légkörből, a hőt visszatartó felhők hiánya csak növelte ezt a hatást.
Az egymást követő fagyos és forró események sorozata populációs „szűk keresztmetszet-hatást” (bottleneck-effektus) okozhatott, ami felgyorsíthatta bizonyos fajok evolúciós sebességét. A populációk méretének a globális eljegesedést kísérő összeomlását többmillió évig tartó viszonylagos genetikai elszigeteltség követhette. Ez kedvező forgatókönyvet teremtett a genomikai újjászerveződéshez és új organizmusok kifejlődéséhez. Végezetül, az egyes eljegesedési időszakokat követő populációnövekedés olyan átmeneti, szelektív környezetekben játszódhatott le, melyek lényegesen különböztek az eljegesedést megelőzőktől, kedvező körülményeket teremtve új életformák kialakulásának.

### Kitörés a globális eljegesedésből
A Föld kiolvadásához szükséges szén-dioxid szintjét a becslések a maiénak 350-szeresére teszik, vagyis a teljes légkör 13%-ára. Mivel a Földet csaknem teljes egészében jégtakaró borította, a szén-dioxid nem keletkezhetett az alkálifém-ionoknak a szilikáttartalmú kőzetekből való kimosódásával. A becslések szerint 4-30 millió év alatt a vulkánokból, és a mikrobák által a jég alatt átalakított szerves szénből elegendő üvegházhatású szén-dioxid és metán halmozódhatott fel ahhoz, hogy a felszíni jég a trópusokon megolvadjon, és egy állandó, a jégnél sötétebb jégmentes sáv alakuljon ki, ami már képes volt a Nap energiáját elnyelni és egy pozitív visszacsatolást elindítani. Az alacsony szélességi körök mentén található permafrosztba zárt nagy mennyiségű metán-hidrát instabillá válása is kiválthatta a jégolvadást.
A gleccserek olvadása a kontinenseken hatalmas mennyiségű glaciális üledék kibocsátásával járhatott, ami aztán erodálódott és mállási folyamaton ment át. Az olvadékból az óceánba bemosódó üledékek tápanyagban gazdagok, például magas foszfortartalmúak lehettek, ami a bőségesen rendelkezésre álló szén-dioxiddal kombinálva a cianobaktériumok robbanásszerű populációnövekedését válthatta ki, ez a légkör viszonylag gyors ütemű újbóli oxigenizációjával járhatott. Ez a folyamat vezethetett az ediakara-fauna felemelkedéséhez és az ezt követő kambriumi robbanáshoz, mivel a légkör magasabb oxigéntartalma lehetővé tette a többsejtű létformák kifejlődését. Bár a pozitív visszacsatolás geológiailag rövid, talán 1000 évnél is rövidebb idő alatt megolvaszthatta a jégtakarót, a légköri oxigén szintjének visszaállása és a szén-dioxid-szint lecsökkenése további évmilliók alatt mehetett végbe. Lehetséges, hogy a szén-dioxid szintje olyan alacsony értékre esett vissza, hogy a Föld ismét befagyott; ez a ciklus addig ismétlődhetett, amíg a kontinensek a sarkok felé nem vándoroltak.
Újabban előkerült további bizonyítékok arra utalnak, hogy hűvösebb óceánhőmérsékletek esetén a víz nagyobb gázoldó képessége miatt a tengervíz széntartalma gyorsabban oxidálódott szén-dioxiddá. Ez viszont közvetlenül a légköri szén-dioxid szintjének emelkedéséhez és megnövekedett üvegházhatáshoz vezet, megakadályozva a teljes hógolyóállapot kialakulását.
Az évmilliók során a jégben és a jég felszínén kriokonit részecskék halmozódhattak fel. A pszikrofil mikroorganizmusok, a vulkáni hamu és a jégmentes területekről származó por több millió négyzetkilométeren telepedhetett a jég felületére. Ezek a rétegek a jég olvadásakor szabaddá válhattak és a jeges felszínt enyhén elszínezték, ami hozzájárulhatott az olvadási folyamat gyorsításához.
A Napból érkező ultraibolya sugárzás a vízmolekulákat elérve hidrogén-peroxidot (H2O2) hoz létre. Normális esetben a Nap sugárzása elbontja a hidrogén-peroxidot, de egy bizonyos mennyiség a jégben maradhatott. A gleccserek olvadásakor a hidrogén-peroxid a légkörbe és a tengerekbe juthatott, ahol vízzé és oxigénné alakult, növelve ezáltal a légkör oxigéntartalmát.

### A sárgolyó-Föld elmélet
Míg a gleccserek egykori jelenlétében senki sem kételkedik, a teljesen jéggel borított bolygófelszín gondolata vitatható, ezért egyes kutatók a sárgolyó-Föld gondolatát vetették fel, melynél az Egyenlítő körüli vizekben megmaradt egy jégmentes, vagy csak vékony jéggel borított sáv, lehetővé téve a víz folyamatos körforgását.
Ez a hipotézis illeszkedik azoknak a tudósoknak az elképzeléséhez, akik az üledékes maradványok bizonyos jellemzőiből arra a következtetésre jutottak, hogy azok csak nyílt vízfelület vagy gyorsan mozgó jég (ami szintén nyílt vizet feltételez) esetében jöhettek létre. Az utóbbi évek vizsgálatai geokémiai ciklikusságot figyeltek meg a törmelékes kőzetekben, ami arra utal, hogy a hógolyóperiódusokat melegebb időszakok szakították meg, hasonlóan a Föld utóbbi történetének jégkorszakaihoz. A hógolyó-Föld számítógépes modellezésére irányuló kísérletek mind nehézségekbe ütköztek amikor a globális jégtakaró létét a bolygó működését irányító fizikai törvények és állandók lényegi változtatásai nélkül próbálták leírni.    
Egy kevésbé végletes hógolyó-Föld-hipotézis folyamatosan változó kontinenselrendezéssel és óceáni áramlásokkal dolgozik. A szintézis útján létrehozott bizonyítékok olyan modell kialakításához vezettek, ami egy sárgolyó-Föld létezésére mutat, melynél a rétegtani maradványok nem engedik meg a globális eljegesedés alapul vételét. Kirschivink eredeti hipotézisében felismerte, hogy a hógolyó-Földön meleg trópusi tavacskáknak kellett lenniük. 
A hógolyó-Föld-elmélet sem a glaciális és interglaciális események váltakozására, sem a jégtakaró kiterjedésének periodikus változására nem ad magyarázatot.

## Tudományos viták
A hógolyó-Föld létezése elleni egyik érv a jégtakaró fluktuációjára, valamint a hógolyó-Föld idején keletkezett lerakódások olvadására utaló bizonyítékok léte. Az ilyen olvadásokra a jég által szállított kövek (dropstone), a klíma ciklikusságát igazoló geokémiai vizsgálatok  és  a beágyazott glaciális és sekély tengeri üledékek  nyújtanak bizonyítékot. Egy Ománban a 13. északi szélességi fokon felfedezett, a sturti és marinói eljegesedésen átívelő, 712 és 545 millió évvel ezelőtti üledékes lerakódásban mind glaciális, mind interglaciális eredetű maradványokat találtak.
Nehéznek bizonyult a hógolyó-Föld globális klímamodellekkel való leírása is. Az egyszerű klímamodellek (GCM – general circulation model) vegyes rétegeződésű óceánokat feltételezve képesek voltak az óceánt az Egyenlítőig befagyasztani; az óceán teljes dinamikáját figyelembe vevő bonyolultabb modellek esetében (bár csak kezdetleges tengerijég-modellel) azonban a jégtakaró nem hatolt el az Egyenlítőig. Emellett úgy kalkuláltak, hogy a globális jégtakaró megolvasztásához szükséges légköri szén-dioxid mennyisége 130 000 ppm volt, amit indokolatlanul magas értéknek tartanak.
A stronciumizotóp-adatok ellentmondásban vannak azokkal a hógolyó-Föld-modellekkel, melyeknél a szilikátok kémiai mállása leállt az eljegesedések idején és gyors emelkedésnek indult a jegesedés után. Emiatt, a feltételezések szerint, közvetlenül a jegesedés után, amint a tenger behatolt a szárazföldre, a permafrosztból kiszabaduló metángáz volt a szén-dioxidszint emelkedésének a forrása.

### A „zipper rift”-elmélet
Nick Eyles felvetése szerint a neoproterozoikumbeli hógolyó-Föld semmiben sem különbözött a földtörténet más eljegesedési korszakától, és azok az erőfeszítések, melyek egyetlen okot keresnek, valószínűleg kudarcra vannak ítélve. A „zipper rift”-elmélet két kontinentális felhasadást feltételez: az egyik a Rodinia szuperkontinens kettétörése volt, ami létrehozta a Csendes-óceán elődjét, a másik Baltika leválása volt Laurentiáról, létrehozva a proto-Atlanti-óceánt; ezek az események egybe estek az eljegesedési időszakokkal. A tektonikus lemezek ezt követő emelkedése magasan elhelyezkedő fennsíkokat hozhatott létre, melyeken aztán gleccserek alakulhattak ki. A lerakódások a Laurentia földrész pereme mentén újonnan kialakult felhasadásokban, 740 – 640 millió évvel ezelőtt, időrendben fokozatosan keletkeztek, hasonlóan egy cipzár működéséhez. Erről a folyamatról kapta az elmélet a nevét (zipper = cipzár).
A sávos vasércformációkra a globális jégtakaró megkerülhetetlen bizonyítékaiként tekintenek, mivel létrejöttükhöz oldott oxigénben szegény víz és oldott vasionok szükségesek; ugyanakkor a neoproterozoikumból származó sávos vasérclerakódások korlátozott kiterjedése azt jelenti, hogy nem fagyott óceánokban, hanem beltengerekben alakulhattak ki. Az ilyen beltengerek számos különböző kémiai környezetet jelentenek; a nagy mértékű párolgás koncentrálhatja a vasionokat, és a keringés periodikus hiánya hatására a fenék környékén oxigénszegény állapot alakulhat ki. A kontinensek felhasadásának és a vele járó süppedés hatására beltengerek alakulhatnak ki; a hasadás elegendő teret biztosít az üledékek felhalmozódásának.

### A Földtengely ferdesége
Az egyik lehetséges elmélet szerint, mely magyarázatot próbál adni az Egyenlítő környéki kontinensek jégtakarójára, az ok a Föld tengelyének nagy ferdesége volt, valahol a 60° közelében lehetett, ezért a szárazföldek a nagyobb szélességi fokok mentén terültek el. Ezt az elméletet alig támasztja alá bizonyíték. Kevésbé túlzó lehetőség az, hogy a Föld mágneses pólusa mozdult el erre az elhajlási szögre, mivel a jéggel borított kontinensek létét igazoló mágneses értékek feltételezik, hogy a mágneses és a forgási tengely viszonylag hasonló elhelyezkedésű volt. Bárhogyan is volt, a fagyott földfelület csak viszonylag kis területre terjedt volna ki, csakúgy, mint napjainkban.

### A pólusok vándorlása
Az alacsony szélességi fokokon talált, a feltételezett hógolyó-Föld-epizód során lerakódott glaciális üledékekre vonatkozó bizonyítékoknak új értelmezést ad az inerciális pólusvándorlás gondolata. Ez a hipotézis, melyet azért alkottak meg, hogy magyarázatot kapjanak a paleomágneses adatokra, azt feltételezi, hogy a hógolyó-Föld időszaka során a Föld orientációja egyszer vagy kétszer megváltozott saját forgástengelyéhez képest. Ez a folyamat a glaciális lerakódások hasonló eloszlását eredményezheti anélkül, hogy bármelyikük az egyenlítői szélességeken keletkezett volna. Bár a hipotézis mögötti fizikai elv logikus, már egyetlen hibás adat eltávolítása az eredeti tanulmányból az egész koncepció érvénytelenségét eredményezte.

## Az élet fennmaradása a fagyott időszakok során

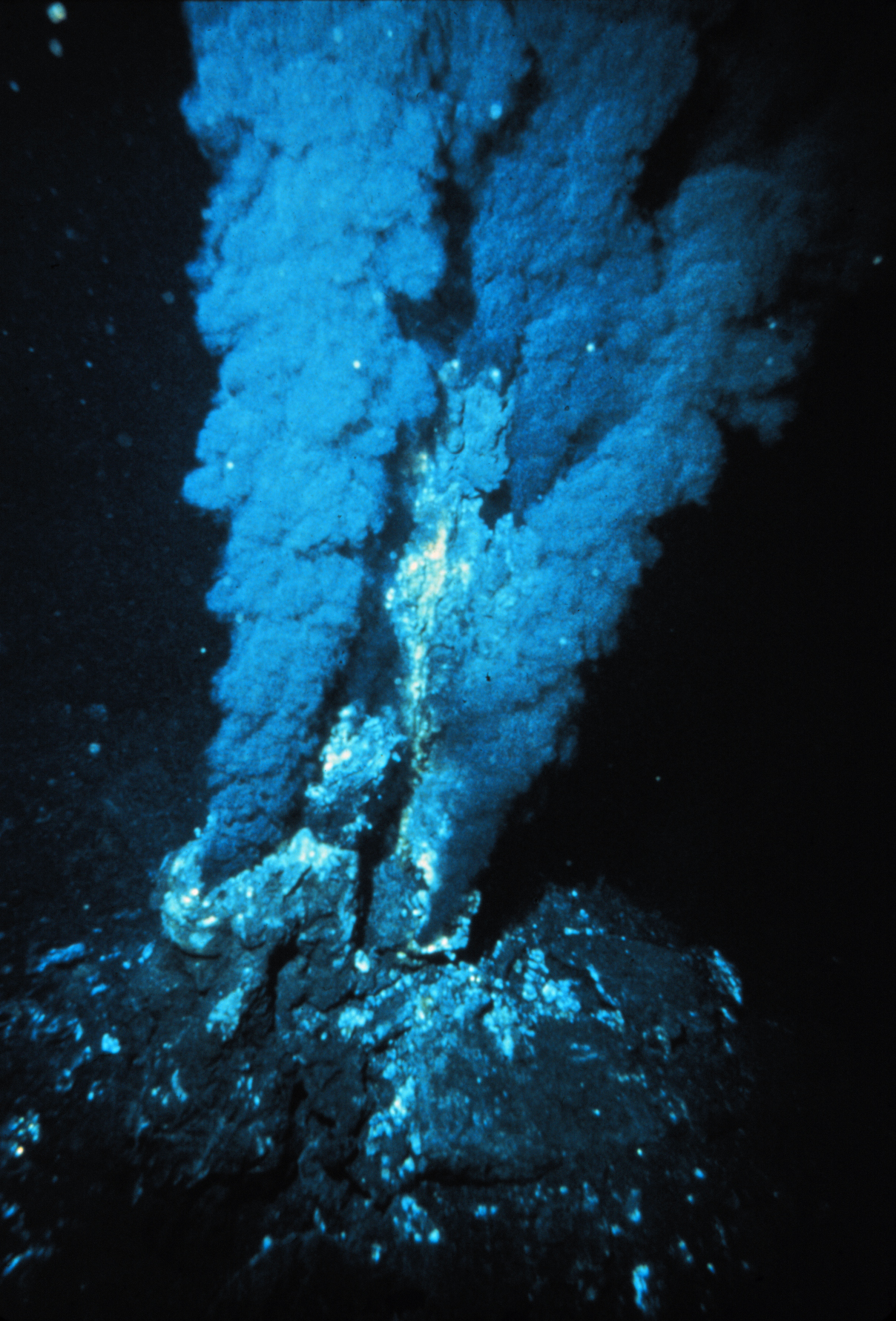
Egy fekete füstölő

A hatalmas méretű eljegesedés visszavethette a fotoszintézisen alapuló életet a Földön, csökkentve a légköri oxigén mennyiségét, és lehetővé téve nem oxid alapú, vasban gazdag kőzetek kialakulását.
A szkeptikusok szerint a feltételezetthez hasonló eljegesedés teljes mértékben kioltotta volna a földi életet. Ugyanakkor a mikrofosszíliák, például a sztromatolitok és az onkolitok vizsgálatai azt igazolják, hogy – legalábbis sekély tengeri környezetekben – az élet nem szenvedett nagy zavart. Ehelyett az életformák bonyolultabbá váltak és a hideg periódust sértetlenül vészelték át. Az elmélet támogatói azzal vágnak vissza, hogy az élet többféleképpen is fennmaradhatott:
- Anaerob, kevés oxigént tartalmazó, az óceánok mélyén lévő vizekben a hidrotermális kürtőkből származó vegyi anyagok tarthatták fenn az életet; ezeken a helyeken a fotoszintézis nem volt lehetséges.
- A jégréteg alatti, ásványi anyagokat metabolizáló (litotróf) ökoszisztémákban, melyek hasonlíthattak a mai gleccserek mélyén, magashegyi vagy arktikus permafrosztban uralkodó állapotokra. Ez különösen a vulkáni tevékenységgel kapcsolatos vagy geotermális aktivitású területekre igaz.[80]
- A jégsapkák alatt folyékony állapotban maradt vízben, hasonlóan az Antarktisz Vosztok-tavához. Ez a létforma hasonlíthatott az Antarktisz száraz völgyeiben állandóan befagyott tavakban élő mikroorganizmusokéhoz. A fotoszintézis akár 100 m-es jégréteg alatt is végbe mehet, és a modellek által becsült egyenlítői jégvastagságok a szublimáció miatt nem haladták meg a 10 m-t.[81]
- A jégbe fagyott alvó sejtek és spórák formájában.
- A mélytengeri régiókban megmaradt nyílt vízfelületeknél, melyeket a fény elérhetett, és ahol a fotoszintetizáló (még nem többsejtű) életformák szén-dioxidhoz juthattak. Ezek az életformák csekély mennyiségű oxigént termelhettek az oxigént igénylő szervezetek fennmaradásához. Ez akkor következhetett be, ha a tenger nem fagyott be teljesen, vagy a jég kisebb felületei elegendően vékonyak voltak a fény áteresztéséhez. Ezek a nyílt vízfelületek a mélytengeri régiókban, a Rodinia szuperkontinenstől, vagy annak letöredezett részeitől távolabb helyezkedhettek el.
- A sekély tengereket borító jégtakarón felhalmozódott „piszkos jég” rétegeiben. A tengeri lények és a tengeri iszap belefagyhatott a jégtakaró alapjába, és a felső jégréteg elpárolgásával fokozatosan a felszínen gyülemlettek fel. A jégen áthatoló tápanyagok következtében a kialakult kisebb pocsolyák bővelkedhettek az élőlényekben.[82] Az ilyen jellegű környezetek a Föld felszínének mintegy 12%-át boríthatták.[83]
- Folyékony vizet tartalmazó oázisokban, melyek a mai Izland geotermikus forrópontjaihoz hasonlíthattak.[84]
- A trópusok nunatak hegycsúcsain, ahol a nappali trópusi napsütés vagy a vulkáni eredetű hő felhevíthette a hideg széltől védett kőzeteket, és időszakosan olvadt tavacskákat hozhatott létre.
- A jégtakaró alatti oxigénben dúsabb olvadékvíz, melybe a vasban gazdag üledékek is beleoldódtak, az óceánba érve oxigénnel látta el az eukarióta lényeket, továbbá tápanyagokat szállított a fotoszintetizáló és kemoszintetizáló szervezeteknek. Az édesvíz keveredhetett a kiemelkedően magas sótartalmú tengervízzel, ez a folyamat kevésbé barátságtalan körülményeket hozhatott létre az eukarióta életformák számára, mint amilyenek az óceánok többi részén álltak fenn.[85]

Amennyire az rendelkezésre álló fosszíliákból megállapítható, az organizmusok és ökoszisztémák nem mentek át észrevehető változásokon, ami az egy kihalási eseményt követően várható lenne. A sokkal pontosabb időpont-meghatározó módszerek elterjedésével bizonyítást nyert, hogy a fitoplanktonok egyik kihalási eseménye, amit addig a hógolyó-Föld-eseménnyel hoztak kapcsolatba, 16 millió évvel megelőzte az eljegesedést. Még abban az esetben is, ha az élet fennmaradása a fent felsorolt ökológiai menedékhelyeken múlt volna, a teljes Földet beborító jégtakaró olyan életközösségek, bióták létrejöttét eredményezhette, melyek összetétele és sokfélesége észrevehetően különbözött volna. Az összetétel és sokféleség ilyen változását még nem figyelték meg, sőt, azok az organizmusok, melyeknek a legérzékenyebbnek kellene lenniük az éghajlati változásokra, sértetlenül vészelték át a hógolyó-Föld időszakát. Ennek egyik cáfolata az, hogy számos olyan helyre vonatkozóan, ahol a hógolyó-Föld által okozott tömeges kihalási esemény ellen hoznak fel érveket, a kriogén földtörténeti időszak fosszíliáiból kapott adatok rendkívül szegényesek.

## Hatása a Föld történetére
A hógolyó-Föld kialakulásának jelentős hatása volt a földi élet történetére. Bár számos refúgium (a környezetétől elütő adottságú élőhely) létezése csak feltételezés, a globális jégtakaró hatalmas pusztítást végzett a napfény hatásán alapuló ökoszisztémákra. Az alacsony szélességi fokokon gyűjtött glaciális lerakódásokban talált minták geokémiai elemzése azt mutatja, hogy az eljegesedés során az óceáni élet összeomlott. 
Mivel az óceánok vizének nagyjából a fele jéggé fagyott, a maradék víz kétszer olyan sós lehetett, mint manapság, ezáltal fagyáspontja lecsökkent. A jégpajzs megolvadásakor az óceánokat akár 2 km vastagságú meleg édesvíz boríthatta. Csak miután a meleg felszíni víz keveredett a mélyebben fekvő sós vízzel, azután állt vissza a tengerek vize a melegebb, kevésbé sós állapotra.
A jégtakaró olvadása számos új lehetőséget teremthetett az élet diverzifikációjára, és motorja lehetett a kriogén földtörténeti kor végén bekövetkező gyors evolúciónak.

### Hatása az evolúció korai szakaszára

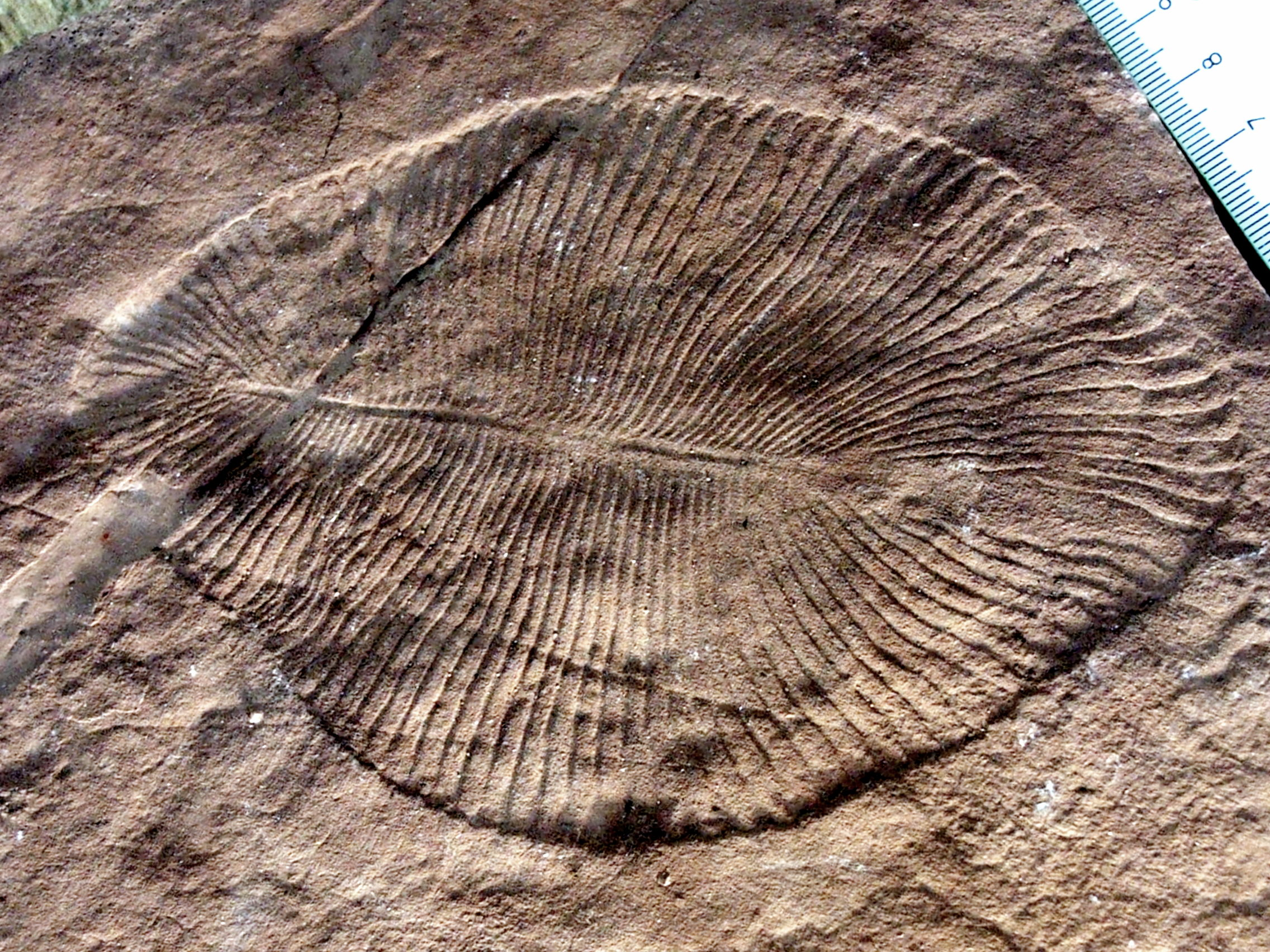
Egy ediakara, a Dickinsonia costata lenyomata

A neoproterozoikum a többsejtű szervezetek, köztük az állatok figyelemre méltó diverzifikációjának időszaka volt. Az élő szervezetek mérete és bonyolultsága jelentős növekedésnek indult a hógolyó-eljegesedések megszűnte után. A többsejtű szervezetek fejlődése a megnövekedett evolúciós nyomás eredménye is lehetett, ezt a nyomást az egymás után többször is bekövetkező üvegházhatási ciklusok is okozhatták. Ebben az értelemben a hógolyó-Föld-események az evolúció hajtóerejét képezték. Az ingadozó tápanyagszintek és az emelkedő oxigénszint szintén szerepet játszhatott. Egy másik fontos glaciális szakasz a kambriumi robbanás előtt néhány millió évvel érhetett véget. 
Az egyik, az utóbbi időkben teret nyerő hipotézis szerint a korai hógolyó-Föld események nemhogy hatással lettek volna földi élet evolúciójára, egyenesen annak következményei voltak, bár a két elmélet nem zárja ki kölcsönösen egymást. Az elképzelés szerint a földi életformák hatással vannak a karbonciklusra, emiatt a fő evolúciós események megváltoztatják azt, újra osztva a bioszféra különböző rendszereiben található karbon mennyiségét, és a folyamat során ideiglenesen csökkentik a légkör (üvegházhatású) széntartalmát, míg az új bioszférarendszer egy új állapotban be nem áll. Az első hógolyó-eseményt (a huronian eljegesedés 2,4 – 2,1 milliárd évvel ezelőtt), valamint a második hógolyó-eseményt (a prekambrium 580 000 000 és 850 000 000 évvel ezelőtti kriogén időszaka, melyen belül több különálló esemény is volt) az oxigént felhasználó fotoszintézis létrejötte, illetve a fejlettebb többsejtű életformák kialakulása és azoknak a szárazföldre történő betelepülése okozhatta.

### Hatása az óceáni körforgásra
A globális jégtakaró – már amennyiben létezett – a geotermikus hatásokkal együtt egy jól keveredő óceánt eredményezett, melyben a függőleges irányú konvektív cirkuláció erős értékű volt.

## Idővonala

### Neoproterozoikum
A neoproterozoikum során három vagy négy jelentős eljegesedési periódus létezett. Ezek közül a legfontosabb a marinói eljegesedés, és a szintén nagy kiterjedésű sturti eljegesedés. Még a hógolyó-Föld-elmélet legjelentősebb támogatója, Hoffman is egyetért abban, hogy a 350 000 évig tartó Gaskiers-eljegesedés nem volt globális méretű, bár valószínűleg ugyanolyan lefolyású volt, mint a késő-ordovíciumi eljegesedés. A Kaigas-eljegesedés státusza jelenleg nem tisztázott, egyes tudósok nem is ismerik el eljegesedésként, míg mások azt gyanítják, hogy csak a sturti eljegesedés rosszul datált adatait tükrözi, további kutatók szerint pedig ez egy valódi harmadik jégkorszak volt.  Mindenesetre jelentősége kisebb, mint a sturti vagy a marinói eljegesedéseké, és kiterjedése sem volt globális méretű. Az előkerült bizonyítékok arra utalnak, hogy a neoproterozoikum során a Föld több eljegesedési cikluson ment át, ami szöges ellentétben áll a hógolyó-Föld hipotézisével.

### Palaeoproterozoikum
A hógolyó-Föld hipotézisével próbálják magyarázni a Kanadában fellelt, a Huron-eljegesedésből származó glaciális lerakódásokat, bár az alacsony szélességi fokokon fekvő jégtakaróra utaló paleomágneses bizonyítékok létét vitatják. A dél-afrikai Makganyene formáció glaciális üledékei némileg fiatalabbak a Huron-eljegesedés lerakódásainál (~2,25 milliárd év), és ezek trópusi öveken keletkeztek. Felvetődött annak a gondolata, hogy a nagy oxigenizációs esemény során megemelkedő oxigénszint oxidációs folyamatokkal távolította el a légkörből a metánt. Mivel a Nap sugárzása akkoriban lényegesen gyengébb volt, a Föld klímáját az erős üvegházhatású metán befolyásolta, így maradhatott a felszíni hőmérséklet fagypont felett.  
A metán hiányában a hőmérséklet zuhanni kezdett és a hógolyóesemény bekövetkezhetett.

### Karoo jégkorszak
A kontinensvándorlás elméletének megjelenése előtt a trópusi szárazföldeken, például az Indiában vagy Dél-Amerikában található karbon-korabeli glaciális lerakódások vizsgálata arra a feltevésre vezetett, hogy a késői-paleozoikumban bekövetkező eljegesedés (Karoo-eljegesedés) a trópusokat is elérte. Ugyanakkor a kontinensek mozgását rekonstruálva a kutatók arra a következtetésre jutottak, hogy a jég csak a Gondwana szuperkontinens poláris részeire terjedt ki.

## Fordítás
- Ez a szócikk részben vagy egészben  a   Snowball Earth című angol Wikipédia-szócikk ezen változatának fordításán alapul.  Az eredeti cikk szerkesztőit annak laptörténete sorolja fel. Ez a jelzés csupán a megfogalmazás eredetét és a szerzői jogokat jelzi, nem szolgál a cikkben szereplő információk forrásmegjelöléseként.